# لویر ۲۱۰
لویر ۲۱۰ (به انگلیسی: Loire_210) یک هواگرد ملخ‌پیشین تک‌موتوره از نوع جنگنده تک سرنشینه seaplane ساخت شرکت Loire است. هواگرد لویر ۲۱۰ نخستین پروازش را در ۲۱ مارس ۱۹۳۵ میلادی انجام داد. این هواگرد در سال ۱۹۳۹ میلادی رسماً معرفی گردید. در مجموع، تعداد ۲۱ فروند از این هواگرد ساخته شده‌است.